# III. János pápa
III. János (latinul: Ioannes), (? – 574. július 13.) volt a 61. pápa Szent Péter nyomdokain 561. július 17-től haláláig. 13 éves pontifikátusáról alig maradt fenn valamilyen dokumentum. Ennek valószínűleg köze lehet a történelmi felforduláshoz is, amely III. János uralkodásának legfőbb vonásait adta meg. Nagylelkű és segítőkész pápának tartották, aki elsődleges feladatának tartotta a nép jólétét.

## Élete
Rómában született az előkelő Catelinus családban. Apját Anastasiusnak hívták, és a Rómában sokat jelentő illustris rangot viselte. Miután elődje meghalt, majdnem öt hónapot kellett várni, mire felszentelhették, ugyanis a választás eredményét előbb jóvá kellett hagyatni a bizánci császári udvarral. Így végül 561. július 17-én szentelték fel Róma püspökének.
567-ben a Lyon-i zsinaton két püspököt, Saloniust, Embrun püspökét, és Sagittariust, Gap püspökét elítélték, mert jogtalanul kerültek méltóságukhoz. A két püspök fellebbezett Jánoshoz, és Guntram, burgund király közbenjárására sikerült elnyerni ártatlanságukat.

Az Alpok vonulatain felsorakozó longobárd hadak hatására is Jánosnak sikerült elérnie, hogy a milánói és aquileiai egyháztartomány feladja a skizmát, és ismét csatlakozzon Rómához.
János legfontosabb tettei a nagy tábornokhoz, Narseshoz kötődnek. A konstantinápolyi udvar intrikái ugyanis azzal vádolták meg a nemes tábornokot, hogy felségárulást követett el. Ez azt jelentette, hogy az egyetlen harcképes hadvezérnek el kellett hagynia Itáliát. Ez a hír eljutott a longobárdok táborába is, így hadaik élén betörtek Itáliába. János felismerve a veszélyt könyörgött Narsesnak, hogy ne hagyja el Rómát, mert elpusztul. A hadvezér meghallgatta a pápát, és visszatért a városba. De a császári párt hamarosan ellenük hergelte a város lakóit, így Narsesnek és Jánosnak is menekülnie kellett a városból. János a Via Appia menti Praetextatus katakombában húzta meg magát. Több hónapig lakott itt, és innen irányította higgadtan az egyház jótékonykodó, segítő munkáját. Ekkor mondták rá először, hogy egy olyan pápa ül a trónon, aki egy összeomló világban is megtalálja a módját a segítségnek. A pápa csak 572 táján költözött vissza a Lateránba. A katakombákat pedig annyira megszerette, hogy többet is felújíttatott és szent tárgyakat vitetett oltárukra. A háború elültével a longobárdok szinte körbezárták Rómát. Megalakult a trienti, friauli, beneventói és spalatói hercegség, amelyeknek élén az új uralkodók álltak. Ebben a még mindig bizonytalan helyzetben halt meg III. János 574. július 13-án. Hamvait a Szent Péter-bazilika őrzi.

## Művei
- Documenta Catholica Omnia (latin nyelven). (Hozzáférés: 2011. december 6.)